# Mecometopus ycoca
Mecometopus ycoca là một loài bọ cánh cứng trong họ Cerambycidae.